# Pentatlo moderno nos Jogos Olímpicos
O pentatlo moderno é um esporte criado especificamente para os Jogos Olímpicos como um desejo do criador dos Jogos modernos, o barão Pierre de Coubertin. Disputado pela primeira vez em Estocolmo 1912, Coubertin inspirou-se em uma prova de pentatlo dos Jogos Olímpicos antigos com um modelo de provas disputado por soldados do exército. O pentatlo moderno surgiu da experiência da cavalaria do século XIX que davam-se através de cinco atividades: uma prova com cavalos, duelo com pistolas de fogo e espada, natação e corrida.

## Disciplinas
O pentatlo moderno olímpico consiste de cinco disciplinas:
- Esgrima (espada)
- Natação (200 m livre)
- Hipismo (saltos)
- Tiro (pistola tiro rápido)
- Atletismo (3 km cross-country)

Desde Londres 2012, a prova adotou um novo formato, em que os atletas disputam as provas de tiro e corrida ao mesmo tempo, intercaladas, como em um biatlo.

## Eventos
| Eventos              | 12 | 20 | 24 | 28 | 32 | 36 | 48 | 52 | 56 | 60 | 64 | 68 | 72 | 76 | 80 | 84 | 88 | 92 | 96 | 00 | 04 | 08 | 12 | 16 | 20 | 24 | Edições |
| -------------------- | -- | -- | -- | -- | -- | -- | -- | -- | -- | -- | -- | -- | -- | -- | -- | -- | -- | -- | -- | -- | -- | -- | -- | -- | -- | -- | ------- |
| Individual masculino | •  | •  | •  | •  | •  | •  | •  | •  | •  | •  | •  | •  | •  | •  | •  | •  | •  | •  | •  | •  | •  | •  | •  | •  | •  | •  | 26      |
| Equipes masculino    |    |    |    |    |    |    |    | •  | •  | •  | •  | •  | •  | •  | •  | •  | •  | •  |    |    |    |    |    |    |    |    | 11      |
| Individual feminino  |    |    |    |    |    |    |    |    |    |    |    |    |    |    |    |    |    |    |    | •  | •  | •  | •  | •  | •  | •  | 7       |
|                      |    |    |    |    |    |    |    |    |    |    |    |    |    |    |    |    |    |    |    |    |    |    |    |    |    |    |         |
| Total de eventos     | 1  | 1  | 1  | 1  | 1  | 1  | 1  | 2  | 2  | 2  | 2  | 2  | 2  | 2  | 2  | 2  | 2  | 2  | 1  | 2  | 2  | 2  | 2  | 2  | 2  | 2  | —       |

## Quadro geral de medalhas
| Ordem | País                 | Medalha de ouro | Medalha de prata | Medalha de bronze |     |
| ----- | -------------------- | --------------- | ---------------- | ----------------- | --- |
| 1     | HUN Hungria          | 10              | 8                | 6                 | 24  |
| 2     | SWE Suécia           | 9               | 7                | 5                 | 21  |
| 3     | URS União Soviética  | 5               | 5                | 5                 | 15  |
| 4     | GBR Grã-Bretanha     | 4               | 2                | 3                 | 9   |
| 5     | RUS Rússia           | 4               | 1                |                   | 5   |
| 6     | POL Polônia          | 3               |                  | 1                 | 4   |
| 7     | ITA Itália           | 2               | 2                | 4                 | 8   |
| 8     | GER Alemanha         | 2               |                  | 1                 | 3   |
| 9     | LTU Lituânia         | 1               | 3                | 1                 | 5   |
| 10    | EGY Egito            | 1               | 1                |                   | 2   |
| 11    | CZE Chéquia          | 1               |                  | 1                 | 2   |
| 12    | AUS Austrália        | 1               |                  |                   | 1   |
|       | KAZ Cazaquistão      | 1               |                  |                   | 1   |
| 14    | USA Estados Unidos   |                 | 6                | 3                 | 9   |
| 15    | FRA França           |                 | 2                | 2                 | 4   |
| 16    | FIN Finlândia        |                 | 1                | 4                 | 5   |
| 17    | TCH Checoslováquia   |                 | 1                | 1                 | 2   |
|       | EUN Equipa Unificada |                 | 1                | 1                 | 2   |
| 19    | CHN China            |                 | 1                |                   | 1   |
|       | JPN Japão            |                 | 1                |                   | 1   |
|       | LAT Letônia          |                 | 1                |                   | 1   |
|       | UKR Ucrânia          |                 | 1                |                   | 1   |
| 23    | BLR Bielorrússia     |                 |                  | 2                 | 2   |
|       | KOR Coreia do Sul    |                 |                  | 2                 | 2   |
| 25    | BRA Brasil           |                 |                  | 1                 | 1   |
|       | MEX México           |                 |                  | 1                 | 1   |
| TOTAL | TOTAL                | 44              | 44               | 44                | 132 |